# West Rand DMA
West Rand District Management Area is een districtsbestuursgebied in het Zuid-Afrikaanse district West Rand.
West Rand ligt in de provincie Gauteng en telt 5774 inwoners.